# Nelson Marchezan Jr
Nelson Marchezan Jr, né Porto Alegre le 30 novembre 1971, est un avocat et homme politique brésilien. Il est maire de Porto Alegre de 2017 à 2020.

## Biographie
Issu de la bourgeoisie brésilienne, il rejoint le Parti de la social-démocratie brésilienne (PSDB, droite) et est élu maire de Porto Alegre en 2016. Il devient très impopulaire, alors qu'il lui est reproché des coupes dans les dépenses publiques, la hausse des impôts fonciers, et une gestion chaotique de l’épidémie de Covid-19. Candidat à sa réélection en 2020, il prend la troisième place du premier tour avec 21 % des voix et est éliminé.